# Гурбан, Иван Ефимович
Иван Ефимович Гурбан (бел. Іван Яфімавіч Гурбан; 21 мая 1922, д. Юшевичи, Несвижский район Минская область, Белорусская ССР — 1 мая 1999 года, там же) — белорусский поэт, член Союза писателей Беларуси с 1994 года.

## Биография
Родился 21 мая 1922 года в деревне Юшевичи Несвижского района Минской области.
Родился в бедной семье и смог окончить семь классов. После освобождения Беларуси от немецко-фашистских захватчиков был мобилизован в Ростовскую область в Красную Армию, работал на угольных шахтах. Вернулся в родную деревню уже тяжело больным брюшным тифом, и только чудо и вера в Бога помогли ему пережить болезнь. Писать стихотворения начал рано. В майском номере журнала «Работница и крестьянка» за 1949 год появляется первая публикация — стихотворение «Пейзаж урожая». Иван Гурбан печатался во многих периодических изданиях, был автором нескольких собственных сборников стихотворений. В 1994 году стал членом Союза писателей Беларуси. Он шёл к этому званию долго и всю жизнь мечтал быть признанным среди коллег и товарищей по перу.
Умер 1 мая 1999 года, похоронен на кладбище в деревне Юшевичи.